# ポンチャック
ポンチャック（韓国語: 뽕짝）は、韓国の大衆音楽であるトロットの別称。韓国ではトロットに対する蔑称ともみなされている。

## 概要
日本では、2拍子を基調に無数の歌が歌い継がれる、ポンチャック・テクノが知られるが、韓国での呼称は「ポンチャック・ディスコ」である。安価なリズムボックスが2拍子を刻む中で、さまざまな曲を次々と歌い継いで行く。伴奏にキーボードを用いることも多い。韓国では宴会などで参加者が次々と歌を歌い継ぐという大衆文化があり、そこから「ポンチャック・ディスコ」が発祥したと考えられている。
ポンチャックは、長距離バスやタクシー、トラックの運転手が、眠気覚ましのためによく聞く労働歌とも言える役割を果たしていた。これもメドレー形式でエンドレスに流れるものが多い。
1990年代〜2000年代以前は韓国の安価なカーステレオにCDプレーヤーがついていなかったため、楽曲集アルバムはカセットテープで供給されることがほとんどだった。後にパソコンとインターネットの発達でMP3形式（もしくはネットで購入したMP3ファイルを自宅でCDに書き込む）にアルバムのメインがシフトし、めったに聴く機会がない。
日本では主としてトランス・テクノ系の音楽として聴かれていたが、韓国では李博士を除き「下世話な音楽」といわれ、あくまで大衆音楽として中高年を対象としている音楽である。

## 李博士
日本で有名になったアーティストとして李博士（イ・パクサ）が挙げられる。
安価なキーボード（主としてカシオトーン）が伴奏に用いられ、「チョワヂョワ」「オルシグ」という伝統民謡的な合いの手に加え、「アッハー」「イーッヒ」「ウルリッヒー」など、李博士独自のスキャットが頻繁に挿入され、曲間も同種のスキャットが際限なく繰り返されることでつなげられる点が特徴である。
日本には1990年代半ばに電気グルーヴや幻の名盤解放同盟などによって李が紹介され、ソニー・ミュージックエンタテインメントから日本でのデビューを果たしている。日本はおろか欧米にも存在し得なかった独特のリズムによってテクノファンに一気に浸透し、わずかな期間ではあるがポンチャックブームを巻き起こした。電気グルーヴや明和電機とはコラボアルバムをリリースしている。なお、李は電気グルーヴの前座ではあったがチョー・ヨンピルについで韓国人歌手としては二番目に日本武道館で公演している。
李は日本では聞かれなくなった1998年頃から、韓国に逆輸入されている。韓国社会の急速な変化に伴い、日本で売れたという話題性に加えて懐古趣味的に享受されている側面がある。

## 類似ジャンル
日本でも平野雅昭が演歌をメドレーにした『演歌チャンチャカチャン』というレコードを1977年にヒットさせたことがあり、こういったジャンルを「チャンチャカチャン」と呼んだ時期もある。
他にもポンチャックを意識した楽曲として、にゃんぷりーとが「恋のブログはポンチャック」（チャン・ユンジョンのトロット『花（꽃）』のポンチャックアレンジのカバー）を、 町あかりが「ベストヒット★ポンチャック」を、姫乃たまが「もしもし、今日はポンチャック」を発表している。